# Campeonato de la SAFF 2018
El Campeonato de la SAFF 2018, denominado oficialmente por razones de patrocinio Copa Suzuki de la SAFF 2018 (SAFF Suzuki Cup 2018), fue la duodécima edición del Campeonato de la SAFF, torneo de fútbol a nivel de selecciones nacionales organizado por la Federación de fútbol del Sur de Asia (SAFF). Se llevó a cabo en la ciudad de Daca, en Bangladés, y contó con la participación de 7 seleccionados nacionales masculinos. En un principio, se había establecido que se jugaría en el mes de diciembre de 2017, manteniéndose la disputa del mismo cada dos años, pero posteriormente fue pospuesto para septiembre de 2018.
Tras siete participaciones y con un título en su haber, la selección de Afganistán abandonó la competencia y la asociación para unirse a la Federación de Fútbol de Asia Central. La decisión ya había sido comunicada antes del inicio del Campeonato de la SAFF 2015.
Maldivas se consagró campeón tras vencer en la final a India, que llegaba al certamen como campeón defensor. Significó la segunda estrella para los Pargos rojos, que diez años antes había obtenido su primer título al vencer al mismo rival.

## Elección del país anfitrión
Tres naciones presentaron sus candidaturas para albergar la competición: Bangladés, Bután y Maldivas. Poco antes de la decisión final, Bután retiró su propuesta. El 2 de enero de 2016, un día antes de la final del Campeonato de la SAFF 2015 y durante una reunión llevada a cabo en Thiruvananthapuram, India, el Comité Ejecutivo de la federación anunció a Bangladés como sede de la edición. El país ya había organizado previamente las ediciones de 2003 y 2009.

### Sede
El Estadio Nacional Bangabandhu, en Daca, albergó todos los partidos del campeonato.
| Daca                         |
| ---------------------------- |
| División de Daca (UTC+06:00) |
| Estadio Nacional Bangabandhu |
| Capacidad: 36 000            |
|                              |

## Formato
Las 7 selecciones participantes fueron separadas en 2 grupos, uno de 3 equipos y el otro de 4. Dentro de cada grupo, las selecciones se enfrentaron bajo el sistema de todos contra todos, a una sola rueda. Los puntos se computaron a razón de 3 —tres— por partido ganado, 1 —uno— en caso de empate y 0 —cero— por cada derrota.
Las dos selecciones de cada grupo mejor ubicadas en la tabla de posiciones final pasaron a las semifinales. En dicha instancia, el primero de una zona enfrentó al segundo de la otra en un solo partido. Los ganadores se cruzaron en la final, cuyo vencedor se consagró campeón.

## Equipos participantes
| Equipos participantes | Equipos participantes | Equipos participantes | Equipos participantes |
| --------------------- | --------------------- | --------------------- | --------------------- |
| Bangladés             | India                 | Nepal                 | Sri Lanka             |
| Bután                 | Maldivas              | Pakistán              |                       |

### Sorteo
El sorteo de la competición se llevó a cabo en Daca, el 18 de abril de 2018.
A la derecha de cada selección, se marca su posición en la Clasificación mundial de la FIFA al momento del sorteo (correspondiente al mes de abril de 2018).
| Grupo A         | Grupo B         |
| --------------- | --------------- |
| Bangladés (197) | India (97)      |
| Nepal (162)     | Maldivas (147)  |
| Pakistán (203)  | Sri Lanka (200) |
| Bután (184)     |                 |

## Fase de grupos
- Los horarios son correspondientes a la hora de Bangladés (UTC+6:00).

### Grupo A
| Pos. | Equipo        | Pts. | PJ | G | E | P | GF | GC | Dif. | Clasificación |
| ---- | ------------- | ---- | -- | - | - | - | -- | -- | ---- | ------------- |
| 1    | Nepal         | 6    | 3  | 2 | 0 | 1 | 7  | 2  | +5   | Semifinales   |
| 2    | Pakistán      | 6    | 3  | 2 | 0 | 1 | 5  | 2  | +3   | Semifinales   |
| 3    | Bangladés (H) | 6    | 3  | 2 | 0 | 1 | 3  | 2  | +1   |               |
| 4    | Bután         | 0    | 3  | 0 | 0 | 3 | 0  | 9  | −9   |               |

 Fuente: RSSSF
| 4 de septiembre de 2018 | Nepal     | 1:2 (0:1) | Pakistán                      | Estadio Nacional Bangabandhu, Daca |                             |
| 16:00 (UTC+6)           | Magar 82' |           | Bashir 36' (pen.) · Ali 90+6' | Árbitro(s): Mohammad Arafah        | Árbitro(s): Mohammad Arafah |

| 4 de septiembre de 2018 | Bangladés                     | 2:0 (1:0) | Bután | Estadio Nacional Bangabandhu, Daca |                              |
| 19:00 (UTC+6)           | Barman 3' (pen.) · Rahman 47' |           |       | Árbitro(s): Sivakorn Pu-udom       | Árbitro(s): Sivakorn Pu-udom |

| 6 de septiembre de 2018 | Nepal                                          | 4:0 (1:0) | Bután | Estadio Nacional Bangabandhu, Daca |                             |
| 16:00 (UTC+6)           | Tamang 21' · Bal 71' · Khawas 79' · Khadka 88' |           |       | Árbitro(s): Arumughan Rowan        | Árbitro(s): Arumughan Rowan |

| 6 de septiembre de 2018 | Bangladés  | 1:0 (0:0) | Pakistán | Estadio Nacional Bangabandhu, Daca |                          |
| 19:00 (UTC+6)           | Barman 85' |           |          | Árbitro(s): Hasan Akrami           | Árbitro(s): Hasan Akrami |

| 8 de septiembre de 2018 | Pakistán                             | 3:0 (2:0) | Bután | Estadio Nacional Bangabandhu, Daca |                          |
| 16:00 (UTC+6)           | Riaz 20' · Bashir 29' · Faheem 90+1' |           |       | Árbitro(s): Hasan Akrami           | Árbitro(s): Hasan Akrami |

| 8 de septiembre de 2018 | Bangladés | 0:2 (0:1) | Nepal                    | Estadio Nacional Bangabandhu, Daca |                                    |
| 19:00 (UTC+6)           |           |           | Magar 33' · Shrestha 90' | Árbitro(s): Hettikamkanamge Perera | Árbitro(s): Hettikamkanamge Perera |

### Grupo B
| Pos. | Equipo    | Pts. | PJ | G | E | P | GF | GC | Dif. | Clasificación |
| ---- | --------- | ---- | -- | - | - | - | -- | -- | ---- | ------------- |
| 1    | India     | 6    | 2  | 2 | 0 | 0 | 4  | 0  | +4   | Semifinales   |
| 2    | Maldivas  | 1    | 2  | 0 | 1 | 1 | 0  | 2  | −2   | Semifinales   |
| 3    | Sri Lanka | 1    | 2  | 0 | 1 | 1 | 0  | 2  | −2   |               |

 Fuente: RSSSF
Notas:
1. 1 2  Maldivas y Sri Lanka empataron en el enfrentamiento directo y en goles a favor y en contra, por lo que el ganador se decidió por el lanzamiento de moneda.[2][3]

| 5 de septiembre de 2018 | India                        | 2:0 (1:0) | Sri Lanka | Estadio Nacional Bangabandhu, Daca |                          |
| 19:00 (UTC+6)           | Kuruniyan 35' · Chhangte 47' |           |           | Árbitro(s): Hanna Hattab           | Árbitro(s): Hanna Hattab |

| 7 de septiembre de 2018 | Maldivas | 0:0 | Sri Lanka | Estadio Nacional Bangabandhu, Daca |                             |
| 19:00 (UTC+6)           |          |     |           | Árbitro(s): Mohammad Arafah        | Árbitro(s): Mohammad Arafah |

| 9 de septiembre de 2018 | India                   | 2:0 (2:0) | Maldivas | Estadio Nacional Bangabandhu, Daca |                          |
| 19:00 (UTC+6)           | Poojari 36' · Singh 44' |           |          | Árbitro(s): Hanna Hattab           | Árbitro(s): Hanna Hattab |

## Fase de eliminatorias

### Cuadro de desarrollo
|  | Semifinales             | Semifinales |                         |   | Final | Final |
|  |                         |             |                         |   |       |       |
|  | 12 de septiembre – Daca |             |                         |   |       |       |
|  |                         |             |                         |   |       |       |
|  | Nepal                   | 0           |                         |   |       |       |
|  | Nepal                   | 0           | 15 de septiembre – Daca |   |       |       |
|  | Maldivas                | 3           |                         |   |       |       |
|  | Maldivas                | 3           | Maldivas (t.s.)         | 2 |       |       |
|  | 12 de septiembre – Daca |             | Maldivas (t.s.)         | 2 |       |       |
|  |                         | India       | 1                       |   |       |       |
|  | India                   | India       | 1                       | 3 |       |       |
|  | India                   |             |                         | 3 |       |       |
|  | Pakistán                | 1           |                         |   |       |       |
|  | Pakistán                | 1           |                         |   |       |       |

### Semifinales
| 12 de septiembre de 2018 | Nepal | 0:3 (0:1) | Maldivas                      | Estadio Nacional Bangabandhu, Daca |                                    |
| 16:00 (UTC+6)            |       |           | Ghanee 9' · I. Hassan 84' 86' | Árbitro(s): Hettikamkanamge Perera | Árbitro(s): Hettikamkanamge Perera |

| 12 de septiembre de 2018 | India                        | 3:1 (0:0) | Pakistán | Estadio Nacional Bangabandhu, Daca |                              |
| 19:30 (UTC+6)            | M. Singh 48' 69' · Passi 84' |           | Ali 88'  | Árbitro(s): Sivakorn Pu-udom       | Árbitro(s): Sivakorn Pu-udom |

### Final
| 15 de septiembre de 2018 | Maldivas                 | 2:1 (1:0) | India       | Estadio Nacional Bangabandhu, Daca |                          |
| 19:00 (UTC+6)            | Mahudhee 19' · Fasir 66' |           | Passi 90+2' | Árbitro(s): Hasan Akrami           | Árbitro(s): Hasan Akrami |

## Campeón
|                             |
| Bandera de las Maldivas     |
| Campeón Maldivas 2.º título |

## Estadísticas

### Tabla general
| Pos. | Equipo    | Pts | PJ | PG | PE | PP | GF | GC | Dif. | Rend.  |
| ---- | --------- | --- | -- | -- | -- | -- | -- | -- | ---- | ------ |
| 1    | Maldivas  | 7   | 4  | 2  | 1  | 1  | 5  | 3  | 1    | 58,33% |
| 2    | India     | 9   | 4  | 3  | 0  | 1  | 8  | 3  | 5    | 75%    |
| 3    | Nepal     | 6   | 4  | 2  | 0  | 2  | 7  | 5  | 2    | 50%    |
| 4    | Pakistán  | 6   | 4  | 2  | 0  | 2  | 6  | 5  | 1    | 50%    |
| 5    | Bangladés | 6   | 3  | 2  | 0  | 1  | 3  | 2  | 1    | 66,66% |
| 6    | Sri Lanka | 1   | 2  | 0  | 1  | 1  | 0  | 2  | –2   | 16,66% |
| 7    | Bután     | 0   | 3  | 0  | 0  | 3  | 0  | 9  | –9   | 0%     |

### Goleadores
3 goles
- Manvir Singh
- Hassan Bashir

2 goles
- Topu Barman
- Sumeet Passi
- Ibrahim Waheed Hassan
- Bimal Gharti Magar

1 gol
- Mahbubur Rahman
- Lallianzuala Chhangte
- Ashique Kuruniyan
- Nikhil Poojari
- Ali Fasir
- Akram Abdul Ghanee
- Ibrahim Mahudhee
- Sunil Bal
- Nirajan Khadka
- Bharat Khawas
- Nawayug Shrestha
- Ananta Tamang
- Ahmed Faheem
- Muhammad Ali
- Muhammad Riaz

### Jugador Más Valioso
| Jugador        | Selección |
| -------------- | --------- |
| Mohamed Faisal | Maldivas  |

### Premio al Juego Limpio
| Selección |
| --------- |
| Bután     |